# Абиссов, Александр Афанасьевич
Александр Афанасьевич Абиссов (19 февраля 1873, село Морможино Пошехонского уезда Ярославской губернии — 21 февраля 1942, Свободный, Байкало-Амурский ИТЛ; ныне город Амурской области) — иерей Русской православной церкви (РПЦ). Прославлен Архиерейским собором РПЦ в 2000 году в лике священномучеников.

## Дни памяти
- В воскресенье 7 февраля или ближайшее к 7 февраля (в Соборе новомучеников и исповедников Церкви Русской).
- 21 февраля (день личной памяти святого в православном календаре РПЦ).
- 5 июня (в Соборе Ростово-Ярославских святых).

## Житие
Священномученик Александр Абиссов родился в семье потомственного священника Афанасия Абиссова и его супруги Клавдии Николаевны, урождённой Ильинской. Место рождения (село Мормужино) ныне затоплено водами Рыбинского водохранилища. По окончании Угличского духовного училища и Ярославской духовной семинарии (1896) служил законоучителем церковно-приходских школ сёл Одрино и Ивановское.
В 1907 году женился на Надежде Алексеевне Воскресенской, учительнице Кривецкой церковноприходской школы в Мышкинском уезде, дочери умершего священника. У них родились пятеро детей.
19 февраля 1908 года рукоположён во диакона архиепископом Ярославским Тихоном (Беллавиным) к церкви Усекновения главы Иоанна Предтечи в селе Ивановском Мышкинского уезда, а 24 февраля — во священника к тому же храму, где он прослужил до своего ареста в 1937 году. Священник Александр трудился не только в церкви, но и в сельском хозяйстве. Будучи знатоком пчеловодства, он учил этому делу крестьян своего прихода.
Гонения на церковь при советской власти не обошли стороной священника Александра Абиссова. В 1922 году он был поражён в правах и лишён избирательных прав. В 1927 году такая же участь постигла и его жену. В 1931 году как служитель церкви и единоличник отец Александр был обложен индивидуальным налогом и денежным сбором, лишавшим семью необходимого прожиточного минимума, а в 1934 году арестован и приговорён к двум годам ссылки на принудительные работы в шахты Донбасса. В 1936 году вернулся домой инвалидом 2-й группы с пороком сердца и эмфиземой лёгких.
3 ноября 1937 года Александр Абиссов был вновь арестован за «антиколхозную агитацию», подвергнут краткому формальному допросу, перевезён в тюрьму Ярославля, а через день, 5 ноября, тройкой НКВД приговорён к 10 годам исправительно-трудовых работ. 15 января 1938 года по этапу он был доставлен на станцию Тайшет в Иркутской области, где располагалось управление Бамлага НКВД. Как инвалид священник был отправлен в Бушуйский отдельный лагерный пункт Амурлага, в котором заключённые занимались прокладкой второго пути Транссиба. Состояние Александра Абиссова постоянно ухудшалось. 22 сентября 1939 года тяжелобольного священника поместили в лазарет города Свободный (14-го отделения Амурлага), где он выполнял обязанности дежурного санитара по палате, помогая таким же тяжелобольным. С 14 февраля 1941 года отец Александр уже не мог подниматься с постели. 19 февраля 1942 года он был помещён в лагерную больницу для умирающих, а 21 февраля скончался. Священномученик был похоронен в безымянной могиле без установки креста.
24 апреля 1989 года священник Александр Абиссов был реабилитирован прокуратурой Ярославской области.